# YPbPr

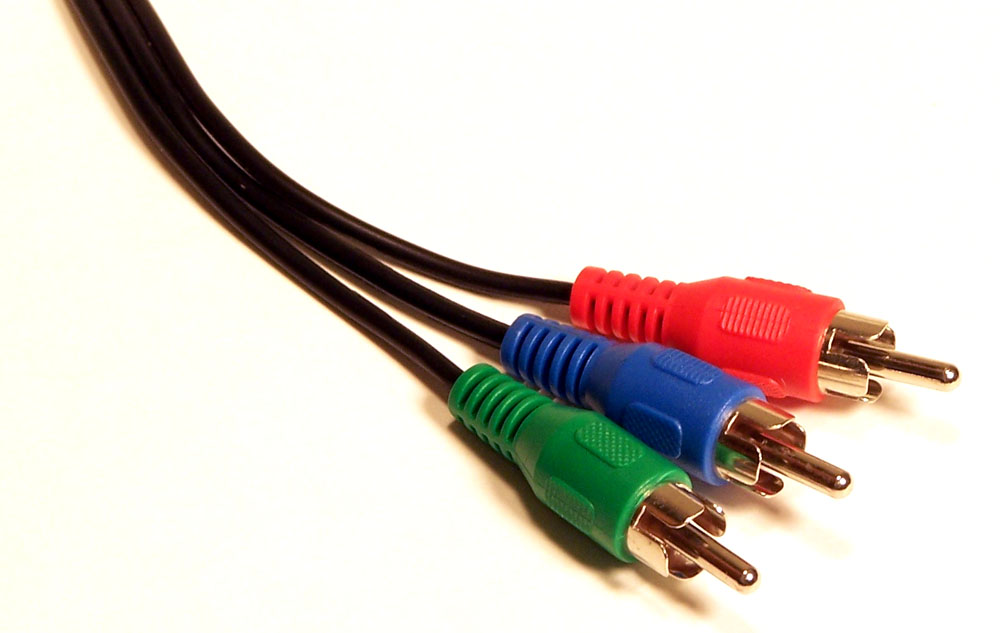
YPbPr è il segnale video analogico trasportato dai cavi video a componenti nell'elettronica di consumo. Notare che il cavo verde trasporta Y, il cavo blu trasporta Pb e il cavo rosso trasporta Pr

YPbPr (anche denominato come "Y/Pb/Pr", "YPrPb", "PrPbY", "B-Y R-Y Y" e "PbPrY") è uno spazio dei colori utilizzato nella video elettronica, in particolare con riferimento ai cavi video a componenti. YPbPr è la versione analogica dello spazio dei colori YCbCr; i due sono numericamente equivalenti, ma YPbPr è progettato per l'uso in sistemi analogici mentre YCbCr è progettato per il video digitale.

## Descrizione
Lo YPbPr viene ricavato partendo dai primari RGB del segnale video, ottenendo i tre componenti Y, Pr e Pb: 
- Y trasporta informazioni di luminanza (luminosità);
- Pb trasporta la differenza tra il blu e luminanza (B - Y);
- Pr trasporta la differenza tra il rosso e luminanza (R - Y).